# 714e Escadron des Communications
 (janvier 2013).
Si vous disposez d'ouvrages ou d'articles de référence ou si vous connaissez des sites web de qualité traitant du thème abordé ici, merci de compléter l'article en donnant les références utiles à sa vérifiabilité et en les liant à la section « Notes et références ».
Le 714e Escadron des Communications est une unité de la Réserve des Forces canadiennes située à Sherbrooke, en Estrie. Le 30 mai 2012, le 713e Régiment des Communications de Beauport et le 714e Escadron des Communications sont amalgamés pour créer le 35e Régiment des Transmissions. Ce régiment se décompose en deux escadrons, l'un situé à Beauport et l'autre à Sherbrooke.

## Mandat
Le mandat du 714e Escadron des Communications consistait à fournir un soutien individuel et collectif dans le cadre des opérations des Forces canadiennes tant au pays qu’à l’étranger. Un grand nombre des membres de l’Escadron ont participé à diverses missions de maintien de la paix menées par l’ONU ou l’OTAN dans différentes régions du monde. 
L’Escadron assura également des services de communications aux autres unités de la Réserve de l’Armée de terre. Le mandat du 35e Régiment des Transmissions est sensiblement le même, c'est-à-dire générer des opérateurs des transmissions aptes au combat et appuyer le commandement au sein des opérations domestiques et étrangères des Forces canadiennes.

## Historique
Le 1er mars 1963, sous l’autorité du Major-Général Rockingham, il est ordonné d’établir un Escadron de transmissions dans le Neuvième Groupe de Milice, en Estrie. Le noyau fondateur des membres de l’Escadron provient des différentes unités du Neuvième Groupe de Milice, bon nombre sont issus de la compagnie de signaleurs (la compagnie C) des Fusiliers de Sherbrooke. Les premiers officiers proviennent des 7/11e Hussards de Windsor, de la 72e batterie d’artillerie de Coaticook ainsi que des corps de cadets de Sherbrooke. D’autres sous-officiers proviennent de la Force régulière pour assister le noyau fondateur au démarrage de l’unité qui est baptisé le 14th Independant Signal Squadron.
Les locaux mis à la disposition de l’Escadron de signaleurs étaient situés au troisième étage du bâtiment localisé au 121 rue Dépôt à Sherbrooke. Plusieurs unités se partagent l’espace : le 24e Escadron de Service Technique, les bureaux du Neuvième Groupe de Milice et le 2450 Aircraft Control and Warning Unit. Il ne reste que les locaux vacants au dernier étage pour accueillir le 14th Independant Signal Squadron. En novembre 1963, l’unité entraînent ses 17 premières recrues.
Au début de 1964, sous la bienveillance du Lieutenant-Colonel Larose, officier commandant du Corps de Signaux du Québec, l’unité emménageait au Manège Militaire Gaétan Côté, situé au 64 de la rue Belvédère Sud, et recevait son équipement radiophonique pour permettre son entraînement. 
En juin 1964, l’Escadron participe à son premier exercice militaire de campagne, en support à un exercice des Hussards. Cet exercice clôt la première année d’entraînement de l’unité. À l’automne 1964, l’effectif de l’Escadron s’éleve à 58 membres. L’unité est demandée en support pour le contrôle de véhicules lors d’un pageant aérien à l’aéroport municipal de Sherbrooke. Deux ans plus tard, le 24 mars 1966, l’unité participe pour la première fois aux compétitions de l’Association Canadienne du Corps des Transmissions. Cette même année, le 14th Independant Signal Squadron délaisse la langue anglaise pour être rebaptisé le 14e Escadron des Transmissions du Canada. 
L’année 1967 est des plus fructueuses pour l’unité qui se voit décerner le trophée Larose pour l’unité la plus efficace au Québec tandis que les Quartiers Généraux des Forces Armées désignent le 14e Escadron des Transmissions membre de la Force Mobile comme unité de réserve. 
L’unité est ainsi appelé à prendre une part active aux exercices avec les escadrons de transmissions de la Force régulière. Durant cette année marquant le centième anniversaire de la Confédération, l’Escadron prend part, du 15 au 23 juillet à l’exercice « Long Lac » organisé par les Fusiliers de Sherbrooke, sur les rives du lac Memphrémagog. La tâche de l’Escadron, positionnée au Mont Owl’s Head, consistait à fournir des communications durant toute la durée de l’activité.
En 1968, soit cinq ans après sa fondation, l’unité remporte la compétition de l’Association Canadienne du Corps des Transmissions et se voit décerner le trophée Malloch, récoltant ainsi l’honneur d’être considérée comme « l’unité de milice la plus efficace du pays dans le domaine des transmissions. » C'est la première fois que le trophée Malloch est remporté par une unité du Québec et décerné à une unité entièrement francophone. Au cours des années suivantes, l’unité remportera le trophée Malloch deux autres fois et le Larose treize fois, sans compter les trophées Beament et Genest, décernés à la deuxième unité de communications au Canada, remporté cinq fois, et le trophée Association, pour la troisième place, remporté une fois.
C’est cette même année qu’un premier membre de l’unité est rattaché au 2e Royal 22e Régiment en exercice en Allemagne avec la Force régulière. En 1968, deux membres sont rattachés à la Force mobile pour un exercice dans le Grand Nord canadien, sur l’île de Baffin.
En 1970, les tensions provoquées par le FLQ ont des effets sur l’entraînement des militaires de Sherbrooke. L’enlèvement du diplomate britannique James Richard Cross et du ministre du travail et de la main d’œuvre Pierre Laporte sont des événements qui provoquent l’intervention, le 16 octobre 1970, de l’armée canadienne en sol québécois. 
Cette situation exceptionnelle a un impact majeur sur l’entraînement du 14e Escadron des Transmissions qui participe à l’Opération Essai, nom de code de l’intervention militaire de 1970. 
Les membres de l’Escadron ont l’occasion de connaître d’autres expériences particulières. Dans le contexte de la Guerre froide, l’unité effectue des entraînements de surveillance concernant la menace nucléaire. Dès 1957, le Neuvième Groupe de Milice effectuait des exercices de reconnaissance et d’attaque, parfois même devant des foules de près de 4 000 personnes dont plusieurs personnalités militaires et religieuses. D’autres membres ont l’occasion de travailler dans une station radar dans les Laurentides et d’être détachés en support en communications lors des Jeux olympiques de Montréal.
En 1974, d’importants changements dans la structure de la Réserve  ont des répercussions sur le 14e Escadron. Le 2 mars, l’unité cesse d’opérer sous la direction du Quartier Général de la Force Mobile et passe sous le Commandement des Communications des Forces canadiennes. Le même jour, l’unité change de nom pour être désormais reconnue sous l’appellation 714e (Sherbrooke) Escadron des Communications.
Le 5 novembre 1975, l’adjudant-maître Laurent Montour, premier Sergent-major de l’Escadron et fondateur de l’unité, reçoit des mains du Gouverneur Général du Canada la décoration de l’Ordre du mérite militaire lors d’une cérémonie tenue à Rideau Hall à Ottawa. Cette décoration souligne le dévouement et l’assiduité au travail réalisé par Montour au cours de ses 32 années de service au sein des Forces canadiennes. Il prend sa retraite des Forces canadiennes en 1977 avec 14 années passées en tant que Sergent-major d’Escadron, un record de longévité dans cette fonction au sein de l’unité.
Le 714e Escadron des Communications entame la décennie 1980 en implantant des nouvelles bases dans sa structure et son fonctionnement en travaillant pour atteindre les objectifs du 71e Groupe des Communications au niveau d’une brigade. L’entraînement des troupes est orienté en fonction de ce rôle tout en continuant à s’investir dans les supports pour les activités communautaires.
En 1981, le Corps de Cadets 2874 de Richmond s’est affilié à l’unité. Également, au début des années 1980, l’Escadron offre un support en communications pour la Traversée Internationale du Lac Memphrémagog ainsi que pour des compétitions en ski alpin au mont Owl's Head. Plusieurs membres de l’unité sont présents pour garantir la sécurité du Pape Jean-Paul II lors de sa visite au Québec en 1984. En plus de fournir un support à « La Grande Randonnée Cycliste de l’Estrie », l’unité s’occupe du transport des jonquilles au profit de la Société Canadienne du Cancer et, depuis 1999, l’Escadron est associé avec l’organisme Les Petits Frères des Pauvres, offrant un support lors de ses activités de financement et permettant la tenue d’un bal annuel en l’honneur des aînés au Manège militaire.
Au cours des années, le 714e Escadron des Communications a su développer une expertise en communications haute fréquence et a reçu en 2003 le titre de « Centre d’Excellence » décerné par le commandant de la Réserve des communications. La même année, la ville de Sherbrooke accorde la citoyenneté d’honneur au 714e Escadron des Communications en lui conférant le Droit de Cité.

## Unités affiliées
Formation
- 71e Groupe des communications

Unités de la formation
- 712e Escadron des communications
- 713e Régiment des communications
- 714e Escadron des Communications